# Pocono Raceway
Pocono Raceway es un autódromo situado en la localidad de Long Pond, estado de Pensilvania, Estados Unidos, cerca de las montañas de Pocono y 45 km al norte del poblado de Allentown. Fue inaugurado en 1974 y, a diferencia de la mayoría de los circuitos del calendario de la NASCAR Cup Series, es propiedad de la familia Mattioli y no de International Speedway Corporation ni Speedway Motorsports.
El óvalo de Pocono tiene una longitud de 2,5 millas (4000 metros) y tiene forma triangular. Las curvas son mucho más cerradas que las de los otros superóvalos. Combinado con el suave peralte, esto genera que el promedio de velocidad sea mucho más bajo que en ellos y semejante al de óvalos medianos. Pocono posee además varias configuraciones mixtas: el trazado completo mide 4000 metros de largo, y los circuitos norte, sur y este tienen una extensión de 2.400, 1.600 y 2.200 metros respectivamente.
La NASCAR Cup Series disputa allí cada año dos carreras en el óvalo. La primera se llamaba 500 Millas de Pocono y se disputa desde 1982, siempre a mediados de junio, en sustitución de una fecha en Texas World Speedway. La segunda, disputada desde 1974, se denominaba "500 Millas de Pensilvania", y tiene lugar a fines de julio o principios de agosto. En 2012, las carreras se redujeron a una duración de 400 millas (640 km), por lo que su denominación cambió correspondientemente. Desde 2020, dos carreras se disputan en el mismo fin de semana (el último de junio): la primera con una duración de 325 millas y la segunda, de 350 millas. 
A partir de 2010, la NASCAR Truck Series disputa una carrera de 150 millas como telonera de la segunda fecha de la Copa NASCAR. También, la NASCAR Xfinity Series corre una carrera de 250 millas como preliminar de la primera fecha de la Copa NASCAR desde la temporada 2016.
El Campeonato Nacional del USAC y más tarde la serie CART disputaron una carrera en el óvalo entre 1971 y 1989, inicialmente a fines de junio o principios de julio y a partir de 1982 a mediados de agosto. También se denominaba Pocono 500, y fue una de las más largas del campeonato junto con las 500 Millas de Indianápolis y la fecha otoñal de Míchigan. La prueba retornó en 2013, ahora como fecha puntuable de la IndyCar Series, reducida a 400 millas. La Indy Lights fue telonera de la CART en Pocono desde 1986 hasta 1989, y de la IndyCar en 2013.
El Campeonato IMSA GT visitó Pocono ocho veces en las décadas de 1970 y 1980, usando el trazado mixto completo. La Fórmula 5000 Estadounidense también utilizó el trazado mixto en 1973, 1975 y 1976.

## Ganadores

### NASCAR
| Año  | 500 Millas de Pocono | 500 Millas de Pocono | 500 Millas de Pensilvania | 500 Millas de Pensilvania |
| Año  | Piloto               | Marca                | Piloto                    | Marca                     |
| ---- | -------------------- | -------------------- | ------------------------- | ------------------------- |
| 1974 | -                    | -                    | Richard Petty             | Dodge                     |
| 1975 | -                    | -                    | David Pearson             | Mercury                   |
| 1976 | -                    | -                    | Richard Petty             | Dodge                     |
| 1977 | -                    | -                    | Benny Parsons             | Chevrolet                 |
| 1978 | -                    | -                    | Darrell Waltrip           | Chevrolet                 |
| 1979 | -                    | -                    | Cale Yarborough           | Chevrolet                 |
| 1980 | -                    | -                    | Neil Bonnett              | Mercury                   |
| 1981 | -                    | -                    | Darrell Waltrip           | Buick                     |
| 1982 | Bobby Allison        | Buick                | Bobby Allison             | Buick                     |
| 1983 | Bobby Allison        | Buick                | Tim Richmond              | Pontiac                   |
| 1984 | Cale Yarborough      | Chevrolet            | Harry Gant                | Chevrolet                 |
| 1985 | Bill Elliott         | Ford                 | Bill Elliott              | Ford                      |
| 1986 | Tim Richmond         | Chevrolet            | Tim Richmond              | Chevrolet                 |
| 1987 | Tim Richmond         | Chevrolet            | Dale Earnhardt            | Chevrolet                 |
| 1988 | Geoffrey Bodine      | Chevrolet            | Bill Elliott              | Ford                      |
| 1989 | Terry Labonte        | Ford                 | Bill Elliott              | Ford                      |
| 1990 | Harry Gant           | Oldsmobile           | Geoffrey Bodine           | Ford                      |
| 1991 | Darrell Waltrip      | Chevrolet            | Rusty Wallace             | Pontiac                   |
| 1992 | Alan Kulwicki        | Ford                 | Darrell Waltrip           | Chevrolet                 |
| 1993 | Kyle Petty           | Pontiac              | Dale Earnhardt            | Chevrolet                 |
| 1994 | Rusty Wallace        | Ford                 | Geoffrey Bodine           | Ford                      |
| 1995 | Terry Labonte        | Chevrolet            | Dale Jarrett              | Ford                      |
| 1996 | Jeff Gordon          | Chevrolet            | Rusty Wallace             | Ford                      |
| 1997 | Jeff Gordon          | Chevrolet            | Dale Jarrett              | Ford                      |
| 1998 | Jeremy Mayfield      | Ford                 | Jeff Gordon               | Chevrolet                 |
| 1999 | Bobby Labonte        | Pontiac              | Bobby Labonte             | Pontiac                   |
| 2000 | Jeremy Mayfield      | Ford                 | Rusty Wallace             | Ford                      |
| 2001 | Ricky Rudd           | Ford                 | Bobby Labonte             | Pontiac                   |
| 2002 | Dale Jarrett         | Ford                 | Bill Elliot               | Dodge                     |
| 2003 | Tony Stewart         | Chevrolet            | Ryan Newman               | Dodge                     |
| 2004 | Jimmie Johnson       | Chevrolet            | Jimmie Johnson            | Chevrolet                 |
| 2005 | Carl Edwards         | Ford                 | Kurt Busch                | Ford                      |
| 2006 | Denny Hamlin         | Chevrolet            | Denny Hamlin              | Chevrolet                 |
| 2007 | Jeff Gordon          | Chevrolet            | Kurt Busch                | Dodge                     |
| 2008 | Kasey Kahne          | Dodge                | Carl Edwards              | Ford                      |
| 2009 | Tony Stewart         | Chevrolet            | Denny Hamlin              | Toyota                    |
| 2010 | Denny Hamlin         | Toyota               | Greg Biffle               | Ford                      |
| 2011 | Jeff Gordon          | Chevrolet            | Brad Keselowski           | Dodge                     |
| Año  | 400 Millas de Pocono | 400 Millas de Pocono | 400 Millas de Pensilvania | 400 Millas de Pensilvania |
| Año  | Piloto               | Marca                | Piloto                    | Marca                     |
| 2012 | Joey Logano          | Toyota               | Jeff Gordon               | Chevrolet                 |
| 2013 | Jimmie Johnson       | Chevrolet            | Kasey Kahne               | Chevrolet                 |
| 2014 | Dale Earnhardt Jr.   | Chevrolet            | Dale Earnhardt Jr.        | Chevrolet                 |
| 2015 | Martin Truex Jr.     | Chevrolet            | Matt Kenseth              | Toyota                    |
| 2016 | Kurt Busch           | Chevrolet            | Chris Buescher            | Ford                      |
| 2017 | Ryan Blaney          | Ford                 | Kyle Busch                | Toyota                    |
| 2018 | Martin Truex Jr.     | Toyota               | Kyle Busch                | Toyota                    |
| 2019 | Kyle Busch           | Toyota               | Denny Hamlin              | Toyota                    |
| Año  | 325 Millas de Pocono | 325 Millas de Pocono | 350 Millas de Pocono      | 350 Millas de Pocono      |
| Año  | Piloto               | Marca                | Piloto                    | Marca                     |
| 2020 | Kevin Harvick        | Ford                 | Denny Hamlin              | Toyota                    |
| 2021 | Alex Bowman          | Chevrolet            | Kyle Busch                | Toyota                    |

### Automóviles Indy
| Campeonato Nacional del USAC | Campeonato Nacional del USAC | Campeonato Nacional del USAC | Campeonato Nacional del USAC |
| Año                          | Piloto                       | Automóvil                    | Equipo                       |
| ---------------------------- | ---------------------------- | ---------------------------- | ---------------------------- |
| 1971                         | Mark Donohue                 | McLaren Offy                 | Penske                       |
| 1972                         | Joe Leonard                  | Parnelli Offy                | Parnelli                     |
| 1973                         | A. J. Foyt                   | Coyote Foyt                  | Foyt                         |
| 1974                         | Johnny Rutherford            | McLaren Offy                 | McLaren                      |
| 1975                         | A. J. Foyt                   | Coyote Foyt                  | Foyt                         |
| 1976                         | Al Unser                     | Parnelli Cosworth            | Parnelli                     |
| 1977                         | Tom Sneva                    | McLaren Cosworth             | Penske                       |
| 1978                         | Al Unser                     | Chaparral Cosworth           | Chaparral                    |
| CART IndyCar World Series    |                              |                              |                              |
| 1979                         | A. J. Foyt                   | Parnelli Cosworth            | Foyt                         |
| 1980                         | Bobby Unser                  | Penske Cosworth              | Penske                       |
| 1981                         | A. J. Foyt                   | March Cosworth               | Foyt                         |
| 1982                         | Rick Mears                   | Penske Cosworth              | Penske                       |
| 1983                         | Teo Fabi                     | March Cosworth               | Forsythe                     |
| 1984                         | Danny Sullivan               | Lola Cosworth                | Shierson                     |
| 1985                         | Rick Mears                   | March Cosworth               | Penske                       |
| 1986                         | Mario Andretti               | Lola Cosworth                | Newman/Haas                  |
| 1987                         | Rick Mears                   | March Chevrolet-Ilmor        | Penske                       |
| 1988                         | Bobby Rahal                  | Lola Judd                    | TrueSports                   |
| 1989                         | Danny Sullivan               | Penske Chevrolet-Ilmor       | Penske                       |
| IndyCar Series               |                              |                              |                              |
| 2013                         | Scott Dixon                  | Dallara-Honda                | Ganassi                      |
| 2014                         | Juan Pablo Montoya           | Dallara-Chevrolet            | Penske                       |
| 2015                         | Ryan Hunter-Reay             | Dallara-Honda                | Andretti                     |
| 2016                         | Will Power                   | Dallara-Chevrolet            | Penske                       |
| 2017                         | Will Power                   | Dallara-Chevrolet            | Penske                       |
| 2018                         | Alexander Rossi              | Dallara-Honda                | Andretti                     |
| 2019                         | Will Power                   | Dallara-Chevrolet            | Penske                       |

### Indy Lights
| 1986      | Jeff Andretti      | Ralph Sanchez Racing |                |                |
| 1987      | Tommy Byrne        | Opar Racing          |                |                |
| 1988      | Michael Greenfield | CP Racing            |                |                |
| 1989      | Tommy Byrne        | Landford Racing      |                |                |
| 1990-2012 | No se disputó.     | No se disputó.       | No se disputó. | No se disputó. |
| 2013      | Carlos Muñoz       | Andretti Autosport   |                |                |
| 2014      | Gabby Chaves       | Belardi Auto Racing  |                |                |